# 九榆树区
九榆树区位于英国伦敦西南地区，属于旺兹沃思伦敦自治市。它坐落在泰晤士河畔，西部与巴特西相邻，南接南兰贝斯，东至沃克斯豪尔。
这一地区以前属于工业区，但当下越来越向住宅区和商业区靠拢。该地区以巴特西发电站、数条铁路路线和新考文特花园市场为主。 巴特西猫狗之家也在该地区。
九榆树区沿河有多个住宅开发项目，包括切尔西桥码头和大使馆花园，以及三个大型议会公共住宅：凯里花园、帕特莫庄园和萨沃纳。

## 历史

一张地图，展示了 1916 九榆树区的所在位置。

九榆树巷的名字出现在1645 年，得名于一条可能在13世纪就存在于约克宫和沃克斯豪尔之间的道路旁一排榆树。 1838 年，在伦敦至南安普敦铁路建设期间，该地区被描述为“一个低洼的沼泽区，有时会被泰晤士河淹没，[九榆树区] 的柳条床、剪枝风格和风车，与河流一起赋予了它一些荷兰味道”。 
九榆树火车站于 1838 年 5 月 21 日，作为伦敦和西南铁路(LSWR) 的第一个伦敦终点站启用，伦敦和西南铁路(LSWR) 也在这一天更名为该名称。九榆树火车站是一座新古典主义建筑，由威廉·泰特爵士设计。该车站通过泰晤士蒸汽船，成为连接沃克斯豪尔和伦敦桥的连接点。当铁路在1848年通过九榆树滑铁卢高架桥延长至新的终点滑铁卢（当时叫滑铁卢桥）时，该火车站被关停。作为冗余车站，该车站与其周边至北面新干线的相邻区域成为 LSWR 的主要机车工厂，直到 1909 年工厂搬迁到伊斯特利。这些建筑物因在第二次世界大战中的轰炸中的损毁而关闭于1967年，并在 1968 年被拆除，取而代之的是新考文特花园市场的花卉区。  
煤气厂建立于1853 年，靠近当时已存在的Southwark and Vauxhall Waterworks Company水厂。不久后，巴特西发电站建在同一位置。
沃克斯豪尔汽车公司于1857年由苏格兰工程师亚历山大·威尔逊在九榆树区创立，该公司在1907年搬到卢顿之前名为亚历克斯·威尔逊和公司。位于 Wandsworth 路的 Sainsbury 's 九榆树加油站有一块纪念原厂址的牌匾，现已被拆除，取而代之的是作为当前九榆树改造计划的一部分的崭新 Sainsbury's 超市和高层公寓。

## 当地政治
大部分九榆树区由旺兹沃思议会的三名议员代表，每四年选举一次。九榆树区的其他部分属于兰贝斯议会的管辖范围。该两个选区的下一次选举定于 2022 年 5 月举行。
一个英国工党成员，玛莎德科尔多瓦，当前在英国下议院中代表九榆树区。

## 未来

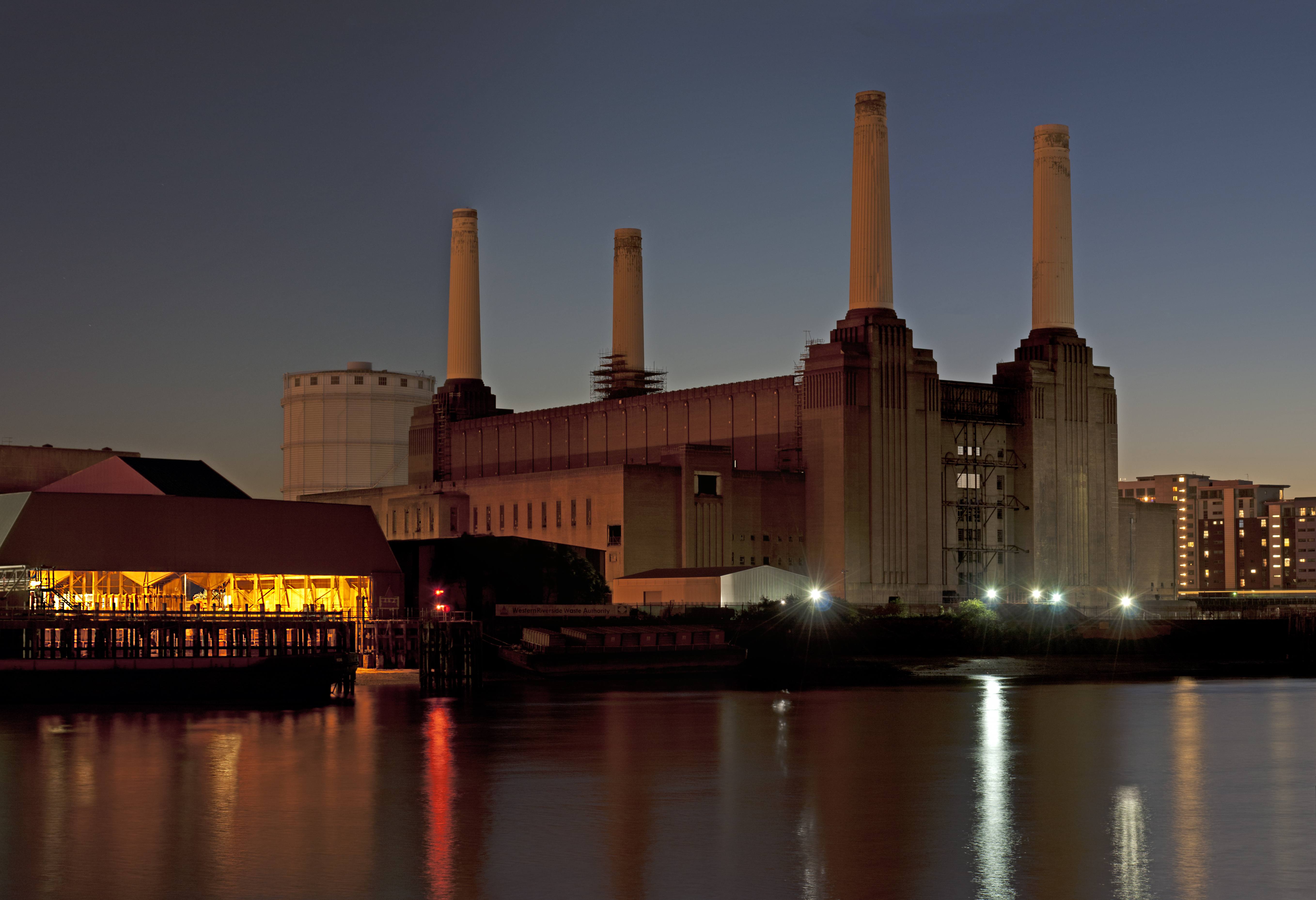
Real Estate Opportunities 于 2010 年 11 月获得重新开发该电站的许可。

2008年10月，美国驻伦敦大使馆宣布将要从位于梅费尔的格罗夫纳广场搬迁至该地区。  新的大使馆于2017年12月竣工并于2018年1月开始运作。 荷兰驻伦敦大使馆也在2013年4月宣布将从目前位于肯辛顿海德公园门位置迁往该地区。 有谣言说中国大使馆也将搬迁到区。 不过中国政府已经在2018年购买了皇家铸币厂，并计划在这一位置建设新的大使馆建筑。 
2012年2月16日，旺兹沃思议会批准了Ballymore集团的 15 英亩开发计划。大使馆花园将提供“多达1,982套新住宅以及商店、咖啡馆、酒吧、餐厅、商业区、医疗中心、儿童游乐场、运动场，以及一座拥有100床位的酒店”。  2014 年，根据新闻报道，Ballymore已聘请Lazard和CBRE 集团负责筹集约25亿欧元用于大使馆花园的开发。 

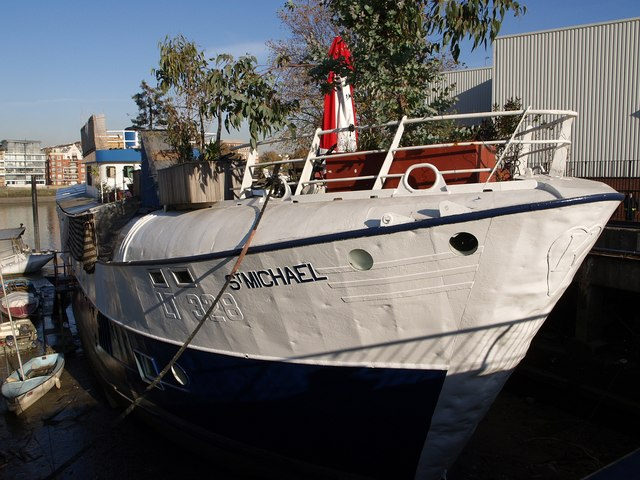
九榆树区的船屋

巴特西发电站周边地区的再开发工程于 2013 年开始，包括商店、咖啡馆、餐厅、艺术休闲设施、办公区和住宅楼。这项工程的一个重要部分是扩建为该地区提供服务的伦敦地铁。肯辛顿的北线将分的延长线，向西行驶至两个新的地铁站：九榆树站和巴特西站。 车站基本结构预计将在 2016 年完工，整个项目将于 2020 年底完成。   
这些计划的一部分是创建一座新的线条型公园——一个从巴特西发电站延伸到沃克斯豪尔十字的步行区。该公园将向其他公共区域伸展，例如商店、酒店、其他公园以及住宅和住宅区旁边的公共广场。公园将在某些地方与泰晤士小径相接。 
2015 年，旺兹沃思议会选择了Bystrup的设计方案，用于在九榆树区和皮姆利科之间建造一座价值 4000 万英镑的人行天桥。   

## 请参阅
- 《欢乐满江湖》（1974年电影，主演彼得·塞勒斯）